# أليكس غونزاليس (لاعب كرة قاعدة)
أليكس غونزاليس (بالإنجليزية: Alex Gonzalez) هو لاعب كرة قاعدة أمريكي، ولد في 8 أبريل 1973 في ميامي في الولايات المتحدة.

## وصلات خارجية
- أليكس غونزاليس على موقع دوري كرة القاعدة الرئيسي (الإنجليزية)
- أليكس غونزاليس على موقعبيزبول رفرنس.كوم (الدوري الرئيسي) (الإنجليزية)
- أليكس غونزاليس على موقعبيزبول رفرنس.كوم (الدوري الثانوي) (الإنجليزية)
- أليكس غونزاليس على موقع إي إس بي إن.كوم (أم.أل.بي) (الإنجليزية)
- أليكس غونزاليس على موقع مشجعي الرسوم البيانية (الإنجليزية)